# Pavlo Lee
Pavlo „Pașa” Romanovici Lee (în ucraineană Павло «Паша» Романович Лі; n. 10 iulie 1988, Evpatoria, RSS Ucraineană, URSS – d. 6 martie 2022, Irpin, Regiunea Kiev, Ucraina) a fost un actor și prezentator de televiziune ucrainean.

## Biografie
Lee s-a născut în Ievpatoria, Crimeea, în Ucraina dintr-un tată Koryo-saram sau coreean-ucrainean și soția sa, o femeie ucraineană.

## Carieră
Lee a fost gazda de televiziune pentru canalul Dom. A lucrat în teatru și în mai multe reclame și era cunoscut pentru că a jucat în filmele: Tini nezabutykh predkiv - Tayemnytsi molfara (2013), Shtolnya (2006), Pravilo boya (2017), Zustrich odnoklasnykiv (2019) și dublarea vocală a filmelor populare în limba engleză  Regele Leu și Hobbitul în ucraineană, el este, de asemenea, vocea de dublare a unor personaje precum Eric Cartman din South Park, Steve Smith din American Dad!, Glenn Quagmire în Familia mea dementă, Psyduck în Detectivul Pikachu.

## Decesul
Lee s-a înrolat în Forțele de Apărare Teritorială ale Ucrainei în prima zi a Invaziei Ruse. În timpul luptei, el a postat de mai multe ori pe contul său de Instagram, discutând condițiile și puterea Ucrainei.
El a fost ucis ca urmare a bombardării rusești a suburbiei Kiev din Irpin pe 6 martie, iar moartea sa a fost anunțată de Festivalul Internațional de Film de la Odesa.